# کارمل (ایندیانا)
کارمل (به انگلیسی: Carmel) شهری در شهر ستان همیلتون، ایالت ایندیانا، ایالات متحده آمریکا است. کارمل در شمال شهر ایندیاناپولیس است. در سل ٢٠١٧ جمعیت کارمل ٩٢١٩٨ نفر بود. مساحت کارمل ١٢٠ کیلومتر مربع است. در سل ٢٠١٨ مجله «تان و کنتری» گفت که کارمل بهترین محل است برای این که مدرسه و دبیرستان خوب دارد و میزان جرم کم است.

## جغرافیا
کارمل در موقعیت ۳۹°۵۸′۲۳″ شمالی ۸۶°۶′۲۸″ غربی / ۳۹٫۹۷۳۰۶°شمالی ۸۶٫۱۰۷۷۸°غربی قرار گرفته است. این شهر مساحتی در حدود ۴۶٫۴ کیلومتر مربع دارد. در سرشماری سال ۲۰۱۰، جمعیت این شهر ۷۹٬۱۹۱ نفر اعلام شد.

## تحصیلات
در کارمل ١١ دبستان، ٣مدرسه متوسطه و ١ دبیرستان هست. در کارمل بیشتر از ١۴۵٠٠ دانشجو هست. کارمل مدرسه خصوص دارد مثلاً دبیرستان «اونیورستی».

## شغل
در راه «مِرِدیان» کسب و کار زیاد هست. اداره کل شرکت های بزرگ از جمله «الیجان»، «سی ان اُو» ، و «ِدِلتا فَسِت» در شهر کارمل قرار دارند. تمام این شرکت های بزرگ فرصت های شغلی زیادی برای جمعیت کارمل فراهم میکنند.

## نگارخانه

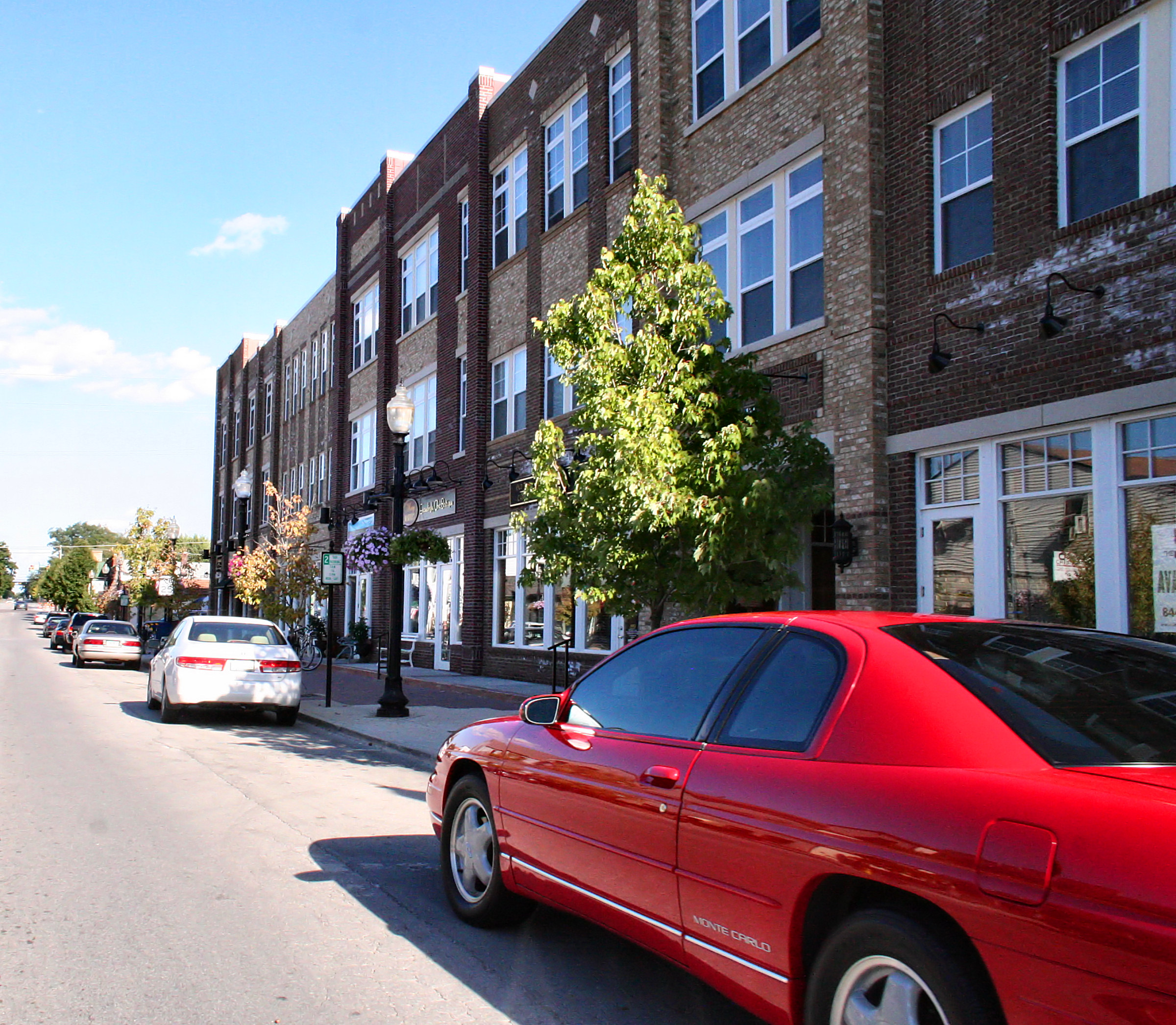
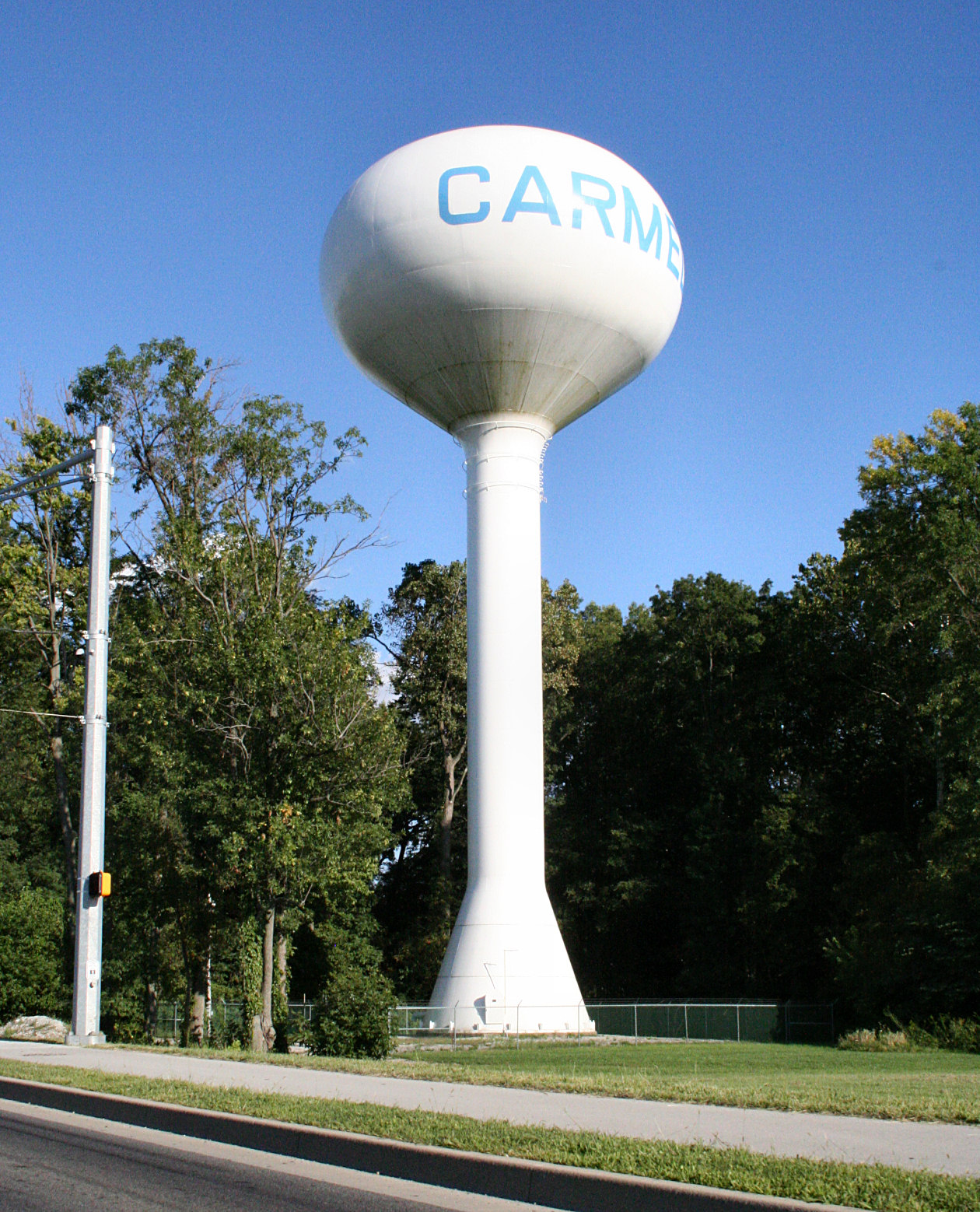